# Ischnocnemis eyai
Ischnocnemis eyai là một loài bọ cánh cứng trong họ Cerambycidae.